# Junior MasterChef Italia (prima edizione)
La prima stagione del talent show culinario Junior MasterChef Italia è andata in onda dal 13 marzo al 10 aprile 2014 su Sky Uno. Dal 9 dicembre 2014 al 6 gennaio 2015 è stata replicata anche su Cielo.
In questa versione non ci sono presentatori, i giudici sono i cuochi Bruno Barbieri, Alessandro Borghese e Lidia Bastianich e le puntate sono commentate dalle voci fuori campo di Simone D'Andrea e Luisa Ziliotto.

## Concorrenti
| Nome                  | Età | Città                          | Posizione |
| --------------------- | --- | ------------------------------ | --------- |
| Emanuela Tabasso      | 9   | Bari                           | 1º        |
| Federico Cappello     | 12  | Peschiera Borromeo (MI)        | 2º        |
| Andrea Pace †         | 13  | Roma                           | 3º        |
| Fabio Petrella        | 12  | Milano                         | 4º        |
| Alessandro Scarantino | 12  | San Cataldo (CL)               | 5º        |
| Alissa Tenerello      | 12  | Reggio Emilia                  | 6º        |
| Andrea Bandini        | 12  | Forlimpopoli (FC)              | 7º        |
| Lucrezia Borrelli     | 11  | Arese (MI)                     | 8º        |
| Carlotta Pacceli      | 9   | Barcellona Pozzo di Gotto (ME) | 9º        |
| Francesca Salvati     | 10  | Luco dei Marsi (AQ)            | 10º       |
| Lavinia Maccarini     | 8   | Novate Milanese (MI)           | 11º       |
| Matteo De Masi        | 12  | Avella (AV)                    | 12º       |
| Luca Kerschhackl      | 11  | Bardolino (VR)                 | 13º       |
| Moise Di Veroli       | 12  | Roma                           | 14º       |

### Tabella eliminazioni
|             | 2                         | 2                         | 3                        | 3                        | 4                        | 4                        | 5         | 5          |
| Mystery Box | Alissa Andrea P. Emanuela | Alissa Andrea P. Emanuela | Lucrezia Andrea B. Fabio | Lucrezia Andrea B. Fabio | Andrea B. Fabio Federico | Andrea B. Fabio Federico | Federico  | Federico   |
| Emanuela    | SALVA                     | ULTIMI 6                  | SALVA                    | PRIMI 5                  | PRIMA                    | ULTIMI 3                 | PRIMA     | VINCITRICE |
| Federico    | SALVO                     | ULTIMI 6                  | SALVO                    | PRIMI 5                  | PRIMO                    | PRIMI 3                  | IMMUNE    | SECONDO    |
| Andrea P.   | SALVO                     | ULTIMI 6                  | PRIMO                    | PRIMI 5                  | SALVO                    | PRIMI 3                  | ELIMINATO |            |
| Fabio       | PRIMO                     | ULTIMI 6                  | SALVO                    | ULTIMI 5                 | SALVO                    | PRIMI 3                  | ELIMINATO |            |
| Alessandro  | SALVO                     | PRIMI 6                   | SALVO                    | PRIMI 5                  | SALVO                    | ELIMINATO                |           |            |
| Alissa      | SALVA                     | PRIMI 6                   | PRIMA                    | ULTIMI 5                 | SALVA                    | ELIMINATA                |           |            |
| Andrea B.   | SALVO                     | PRIMI 6                   | SALVO                    | PRIMI 5                  | ELIMINATO                |                          |           |            |
| Lucrezia    | SALVA                     | PRIMI 6                   | SALVA                    | ULTIMI 5                 | ELIMINATA                |                          |           |            |
| Carlotta    | PRIMA                     | PRIMI 6                   | SALVA                    | ELIMINATA                |                          |                          |           |            |
| Francesca   | SALVA                     | PRIMI 6                   | SALVA                    | ELIMINATA                |                          |                          |           |            |
| Lavinia     | SALVA                     | ELIMINATA                 |                          |                          |                          |                          |           |            |
| Matteo      | SALVO                     | ELIMINATO                 |                          |                          |                          |                          |           |            |
| Luca        | ELIMINATO                 |                           |                          |                          |                          |                          |           |            |
| Moise       | ELIMINATO                 |                           |                          |                          |                          |                          |           |            |

      Il concorrente è il vincitore dell'intera edizione

     Il concorrente vince una prova che lo porta direttamente in finale

     Il concorrente è il vincitore della prova

     Il concorrente fa parte della squadra vincente ed è salvo

     Il concorrente deve affrontare il pressure test e si salva

     Il concorrente è eliminato

## Prove
- Mystery box: i concorrenti devono realizzare in 60' un piatto usando tutti o alcuni dei dieci ingredienti rivelati all'apertura delle scatole. I tre giudici assaggiano i tre piatti più interessanti, e l'aspirante cuoco vincitore della prova avrà un vantaggio in quella successiva. Una variante consiste nell'usare obbligatoriamente l'unico ingrediente presente nella scatola;
- Invention test: i tre giudici assegnano un tema a cui gli aspiranti cuochi dovranno ispirarsi e il vincitore della Mystery box potrà scegliere l'ingrediente obbligatorio tra i tre proposti e avrà un certo tempo a disposizione per scegliersi gli ingredienti in dispensa, mentre gli altri concorrenti ne avranno solo la metà. La durata di questa prova è variabile, e qui i tre giudici, dopo aver assaggiato tutti i piatti, nomineranno sia i due vincitori della prova sia coloro che verranno eliminati;
- Sfida esterna: in questa prova gli aspiranti si dividono in due squadre (o si sfidano tra loro) e devono preparare dei piatti da servire in una particolare situazione. Il vincitore dell'Invention test può scegliersi i componenti di una squadra e, se previsto, i piatti da preparare, o avere un particolare vantaggio. Uno o più convenuti giudicheranno la squadra migliore, mentre la peggiore dovrà sottoporsi al Pressure test;
- Pressure test: questa prova a cui si sottopongono i concorrenti della squadra che ha perso la sfida in esterna è variabile: la più frequente è cucinare un piatto in poco tempo, e qui il peggiore è eliminato, oppure devono indovinare il maggior numero di ingredienti tra quelli disponibili (all'assaggio o alla vista) o il loro peso, e in questo caso chi ne indovina di meno è eliminato.

## Dettaglio delle puntate

### Prima puntata
Data: Giovedì 13 marzo 2014

#### Episodi 1 e 2 (Provini)
Prende il via la prima stagione di Junior MasterChef Italia: i giudici sono alla ricerca del primo Junior MasterChef italiano e devono assaggiare i piatti di quaranta  piccoli aspiranti chef. I provini si dividono in 4 sfide da 10: La prima sfida è sulla pasta all'uovo. Si sfidano Alissa, Alessandro, Andrea B., Federico, Francesca, Agegnehu, Vittoria R., Vittoria P., Cosimo e Gabriele (entrano Alissa, Federico, Andrea B. e Francesca). La seconda sfida prevede i dessert. Si sfidano Matteo Tommaso, Marta, Alessandro S., Matteo, Federica, Costanza, Lucrezia, Olivia, Piri e Simone (entrano Alessandro S., Matteo e Lucrezia). La terza sfida riguarda i piatti stranieri. Si sfidano  Lars, Yuri, Carlotta, Emanuele, Valentina, Moise, Vittorio, Lavinia, Sofia O. e Luca (entrano Carlotta, Lavinia, Luca e Moise). L'ultima sfida si focalizza sui piatti a base di pesce. Si sfidano Alessandro, Sofia, Paolo, Alice, Eleonora, Andrea P., Francesca, Martino, Emanuela e Fabio (Entrano Andrea P., Emanuela e Fabio).

### Seconda puntata
Data: Giovedì 20 marzo 2014

#### Episodio 3
Partecipanti: Alessandro, Alissa, Andrea B., Andrea P., Carlotta, Emanuela, Fabio, Federico, Francesca, Lavinia, Luca, Lucrezia, Matteo, Moise.
- Mistery Box
  - Ingredienti: gallinella di mare, gallina, mostarda di Cremona, pomodorini, finocchio, barbabietola, patate, giardiniera, farina, uova.
  - Piatti migliori: Verso Est (Alissa), Soffici di gallina (Andrea P.), Gallinella di mare con cestino di patate ripieno (Emanuela).
  - Vincitore: Alissa.
- Invention Test
  - Tema: le verdure.
  - Ospite: Pietro Leemann.
  - Proposte: spinaci, broccoli, fagiolini. Alissa ha scelto gli spinaci.
  - Piatti migliori: Polpettine di spinaci (Carlotta), Tortino di spinaci (Fabio).
  - Eliminati: Luca e Moise.

#### Episodio 4
Partecipanti: Alessandro, Alissa, Andrea B., Andrea P., Carlotta, Emanuela, Fabio, Federico, Francesca, Lavinia, Lucrezia, Matteo.
- Prova in esterna
  - Sede: Milano, Museo della scienza e della tecnologia.
  - Ospite: Spyros Theodoridis.
  - Squadra rossa: Fabio (caposquadra), Matteo, Emanuela, Federico, Lavinia, Andrea P.
  - Squadra blu: Carlotta (caposquadra), Alessandro, Francesca, Lucrezia, Alissa, Andrea B.
  - Piatti del menù: i giovani chef prepareranno una colazione per 60 ragazzi.
  - Vincitore: Squadra blu.
- Pressure Test
  - Sfidanti: Andrea P., Emanuela, Fabio, Federico, Lavinia, Matteo.
  - Prima prova: pelare e pulire le patate in 5 minuti (si salvano Andrea P. e Fabio).
  - Seconda prova: cucinare una cotoletta alla milanese in 15 minuti (si salvano Emanuela e Federico).
  - Eliminati: Lavinia e Matteo.

### Terza puntata
Data: Giovedì 27 marzo 2014

#### Episodio 5
Partecipanti: Alessandro, Alissa, Andrea B., Andrea P., Carlotta, Emanuela, Fabio, Federico, Francesca, Lucrezia.
- Mistery Box
  - Ingrediente da utilizzare: formaggio pecorino.
  - Altri ingredienti: patate viola, pesche sciroppate, cuore di salmone affumicato, melanzana, trancio di carne salada, pomodori tigre, funghi porcini, crema di latte, uova.
  - Piatti migliori: Uovo in camicia (Andrea B.), Sushi di patate viola (Fabio), Soufflé con cuore di pecorino (Lucrezia).
  - Vincitore: Lucrezia.
- Invention Test
  - Tema: il cioccolato.
  - Ospiti: Joe Bastianich e le nonne dei concorrenti.
  - Proposte: cioccolato fondente e albicocche, cioccolato bianco e mirtilli, cioccolato al latte e frutto della passione. Lucrezia ha scelto la seconda proposta.
  - Vincitori: Alissa e Andrea P.
  - Eliminati: I giudici non eliminano nessuno.

#### Episodio 6
Partecipanti: Alessandro, Alissa, Andrea B., Andrea P., Carlotta, Emanuela, Fabio, Federico, Francesca, Lucrezia.
- Prova a squadre
  - Ospiti: gli chef Lorenzo Cogo e Mattia Spadoni.
  - Squadra rossa: Andrea P. (caposquadra), Emanuela, Federico, Andrea B., Alessandro.
  - Squadra blu: Alissa (caposquadra), Fabio, Carlotta, Lucrezia, Francesca.
  - Piatto da cucinare: Caramelle di scampi e mozzarella di bufala con crema di pisellini freschi, gocce di barbabietola, finocchietto e olio extravergine di oliva. La prova consiste nel replicare questo piatto cucinato da Alessandro Borghese.
  - Regole: I concorrenti devono lavorare "a staffetta" con cinque round da 6 minuti e possono chiedere l'aiuto degli chef Cogo e Spadoni per non più di 90 secondi. I piatti saranno assaggiati solo da Bruno Barbieri e Lidia Bastianich.
  - Vincitore: Squadra rossa.
- Pressure Test
  - Sfidanti: Alissa, Fabio, Carlotta, Lucrezia, Francesca.
  - Prima prova: indovinare più ingredienti possibili della pizza "20 stagioni" preparata da Gino Sorbillo. (si salva Fabio)
  - Seconda prova: cucinare le uova strapazzate con le uova di struzzo. (si salvano Alissa e Lucrezia)
  - Eliminate: Carlotta e Francesca.

### Quarta puntata
Data: Giovedì 3 aprile 2014

#### Episodio 7
Partecipanti: Alessandro, Alissa, Andrea B., Andrea P., Emanuela, Fabio, Federico, Lucrezia.
- Mistery Box
  - Ingredienti: i concorrenti si trovano davanti a una mistery box "a rullo" da dove usciranno 30 diversi ingredienti, e ogni concorrente potrà prenderne fino a un massimo di 8 ingredienti.
  - Piatti migliori: Pollo al curry (Andrea B.), Cavatelli al tonno (Fabio), Crema di porri (Federico).
  - Vincitore: Andrea B.
- Invention Test
  - Tema: il tatto.
  - Proposte: Andrea B. dovrà scegliere uno degli ingredienti principali nascosti nelle scatole dopo averli riconosciuti con il solo tatto. Alla fine sceglie il filetto.
  - Piatti migliori: Filetto alla Wellington (Emanuela), Il sole rosso (Federico).
  - Eliminati: Andrea B. e Lucrezia.

#### Episodio 8
Partecipanti: Alessandro, Alissa, Andrea P., Emanuela, Fabio, Federico.
- Prova in esterna
  - Sede: Bergamo, Ristorante da Vittorio.
  - Ospiti: la famiglia Cerea e gli ex concorrenti delle tre edizioni di Masterchef Italia.
  - Squadra rossa: Emanuela (caposquadra), Alessandro, Alissa.
  - Squadra blu: Federico (caposquadra), Andrea P., Fabio.
  - Menù: ogni squadra dovrà preparare un menù scelto dalla famiglia Cerea.
  - Vincitori: Squadra blu.
- Pressure Test
  - Sfidanti: Alessandro, Alissa, Emanuela.
  - Ospite: Mauro Gualandi.
  - Prova: creare una copia dolce di un piatto salato in 75 minuti (si salva Emanuela).
  - Eliminati: Alessandro e Alissa.

### Quinta puntata
Data: Giovedì 10 aprile 2014

#### Episodio 9 (Semifinale)
Partecipanti: Andrea P., Emanuela, Fabio, Federico.
- Mistery Box
  - Ospite: Carlo Cracco.
  - Ingredienti: petto d'anatra, filetto di cervo, legumi sbollentati, coda di rana pescatrice, melanzana, farina di mais, fichi, pomodori ciliegino, guanciale di Sauris, pompelmo rosa.
  - Piatti realizzati: Bocconcini di rana pescatrice (Andrea P.), Rana pescatrice con guanciale croccante (Emanuela), Involtini di rana pescatrice (Fabio), Un fiore di carne (Federico).
  - Vincitore: Federico (accede direttamente alla finale).
- Invention Test
  - Tema: i piatti realizzati dai giudici.
  - Proposte: Insalata tiepida di piccione (Barbieri), Aragosta alla catalana (Bastianich), Gnocchi alla romana (Borghese). Federico, oltre ad accedere alla finale, ha anche il vantaggio di assegnare i piatti agli altri concorrenti (Andrea P. cucinerà il piatto di Borghese, Emanuela quello di Barbieri e Fabio quello di Lidia Bastianich).
  - Eliminati: Andrea P. e Fabio.

#### Episodio 10 (Finale)
Partecipanti: Emanuela, Federico.
- Ristorante di Junior Masterchef
  - Menù di Emanuela: Sapori del sud, Calamaro della nonna, Prato fiorito.
  - Menù di Federico: La bandiera italiana, Il rombo sul tondo, Minestrone di frutta con brutti ma buoni.
  - Vincitrice della prima edizione di Junior Masterchef Italia: Emanuela Tabasso.

## Ascolti
| Puntate |                |                |         |       |
| Episodi | Messa in onda  | Telespettatori | Share   |       |
| 1       | 1 (Selezioni)  | 13 marzo 2014  | 928 000 | 3.21% |
| 1       | 2 (Selezioni)  | 13 marzo 2014  | 603 000 | 2,09% |
| 2       | 3              | 20 marzo 2014  | 661 892 |       |
| 2       | 4              | 20 marzo 2014  | 582 362 |       |
| 3       | 5              | 27 marzo 2014  | 639 000 | 2,00% |
| 3       | 6              | 27 marzo 2014  | 711 000 | 2,40% |
| 4       | 7              | 3 aprile 2014  | 568 971 | 2,10% |
| 4       | 8              | 3 aprile 2014  | 559 075 |       |
| 5       | 9 (Semifinale) | 10 aprile 2014 | 553 319 |       |
| 5       | 10 (Finale)    | 10 aprile 2014 | 691 236 | 2,70% |